# Catedral de Nidaros
A Catedral de Nidaros (Nidarosdomen, em norueguês) é considerada a igreja mais importante da Noruega e está localizada em Trondheim. Foi sede da primeira Arquidiocese da Noruega e a maior igreja da Escandinávia medieval. Desde a Reforma Protestante, tem sido a catedral dos bispos luteranos da Diocese de Trondheim.

## História
A catedral tem sua origem na tumba do rei Olavo II da Noruega, caído em 1030 na Batalha de Stiklestad. Sobre sua tumba, Magno I mandou construir uma capela, provavelmente de madeira. No século XII, antes da criação da arquidiocese, ocorrida em 1152, começou a construção de um templo que serviria como catedral, seguindo modelos vigentes na Europa Ocidental. A parte mais antiga do edifício é o transepto, que é românico em suas partes inferiores e em estilo de transição entre o românico e o gótico nas partes superiores. Em 1183, após uma estadia na Inglaterra, o arcebispo Eystein Erlendsson impulsou a construção da abside octagonal, já em estilo gótico, para servir de santuário de veneração de Santo Olavo. Seguiu-se a edificação do coro e da nave. A partir de 1248, sob o arcebispo Sigurd Eindridesson, iniciou-se a obra da fachada ocidental, seguindo modelos arquitetônicos ingleses. Em 1320 a catedral estava essencialmente terminada. Um total de dez reis noruegueses foram coroados na catedral. Era ricamente decorada, com a estatuária da fachada ocidental inspirada na escultura francesa da região de Paris e Reims. Mas ainda não era tão grande como a atual catedral. 

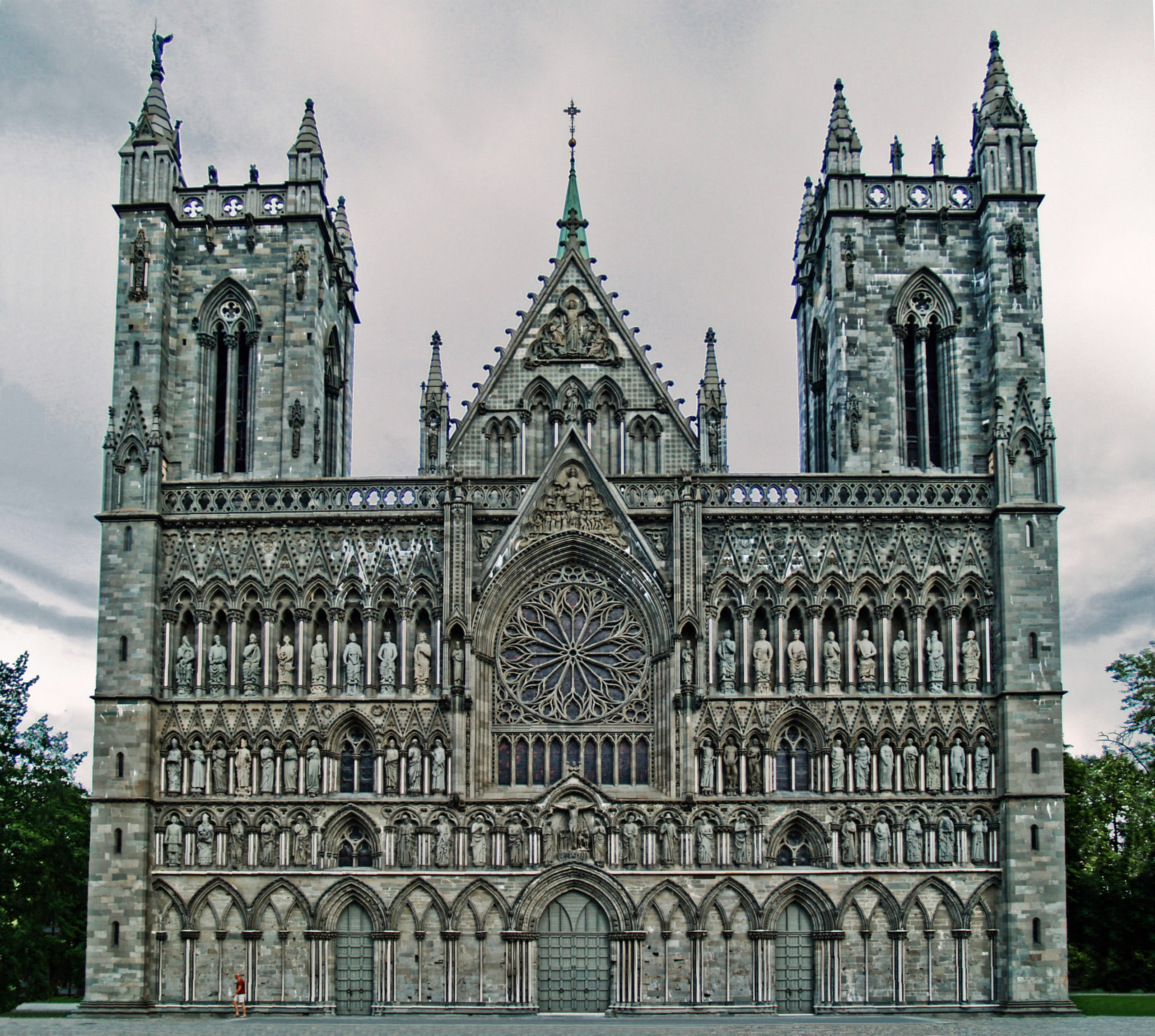
Fachada oeste neogótica da Catedral de Nidaros (Construída em 1869)

O edifício sofreu várias vicissitudes ao longo do tempo. Em 1328 e 1432 foi afetada por incêndios. Foi restaurada nos anos 1520, mas queimou parcialmente em 1531. No século XVI, com a introdução da Reforma Protestante, grande parte da igreja deixou de ser utilizada e caiu em ruínas. Em 1689 desmoronou a cúpula da torre do cruzeiro, e em 1708 e 1719 sofreu novamente incêndios. Nessa época o octágono da abside ganhou uma cúpula em estilo barroco.
Finalmente, em 1869 começou um longo processo de restauro do edifício. O coro e a nave foram construídos entre 1872 e 1906 pelo arquiteto Christian Christie. Os trabalhos na fachada ocidental foram objeto de muita polêmica, mas terminaram seguindo os desenhos do arquiteto Olaf Nordhagen, que trabalhou na obra entre 1909 e 1925. As torres da fachada foram terminadas apenas na década de 1960, segundo projeto de Helge Thiis.

## Órgãos
Dois órgãos estão instalados na Catedral. O órgão principal foi construído pela firma Steinmeyer em 1930 e foi erguido no transepto norte. Em seguida, teve 125 paradas. A instalação do órgão Steinmeyer foi encomendada em 1930 para o 900º aniversário da Batalha de Stiklestad . O órgão foi financiado principalmente por doações, particularmente por Elias Anton Cappelen Smith . Em 1962, o órgão foi fortemente reconstruído e transferido para a nave oeste. Muitas paradas foram removidas; alguns deles foram usados para construir um novo órgão coral. Este órgão foi totalmente restaurado em 2014. 
O antigo órgão barroco construído pelo notável construtor de órgãos alemão Johann Joachim Wagner (1690–1749) durante o período de 1738 a 1940 foi cuidadosamente restaurado por Jürgen Ahrend entre 1993 e 1994. Tem 30 paradas e está localizado em uma galeria no transepto norte. 

## Black metal

Capa do álbum De Mysteriis Dom Sathanas, e a fotografia da Catedral.

Uma fotografia em cor azul da catedral foi usada como capa para o álbum de 1994 da banda norueguesa de black metal Mayhem, intitulado De Mysteriis Dom Sathanas. A escolha da catedral se deu pois os dois membros da então formação do Mayhem, o guitarrista Øystein Aarseth (mais conhecido por seu pseudônimo Euronymous) e o baixista convidado Varg Vikernes, planejavam explodir a catedral usando dinamites. Virkenes negou as alegações em uma entrevista de 2009 dizendo, "Eu adquiri os explosivos e munição para defender a Noruega se o país fosse atacado. Durante a Guerra Fria, os Estados Unidos e a União Soviética poderiam ter decidido nos atacar".